# لاري رايس (سائق سيارة سباق)
لاري رايس (بالإنجليزية: Larry Rice)‏ هو سائق سيارة سباق أمريكي، ولد في 24 مارس 1946 في كروفوردسفيل في الولايات المتحدة، وتوفي في 20 مايو 2009 بسبب سرطان الرئة.